# Tomopterna kachowskii
Espèce
Synonymes
- Chiromantis kachowskii Nikolskii, 1900
- Rana hieroglyphica Ahl, 1927 "1925"

Tomopterna kachowskii est une espèce d'amphibiens de la famille des Pyxicephalidae.

## Répartition
Cette espèce se rencontre en Érythrée et en Éthiopie. Sa présence est incertaine à Djibouti et au Soudan.

## Taxinomie
Cette espèce a été relevée de sa synonymie avec Tomopterna cryptotis par Zimkus et Larson en 2011 où il avait été placé par Largen & Borkin en 2000.

## Étymologie
Cette espèce est nommée en l'honneur de A. W. Kachowski.

## Publication originale
- Nikolski, 1900 : [Chiromantis kachowskii, espece nouvelle des amphibiens provenant d'Abessinie]. Annuaire du Musée Zoologique de l'Academie Impériale des Sciences de St. Pétersbourg, vol. 5, p. 246-247.